# Veronicastrum cerasifolium
Veronicastrum cerasifolium är en grobladsväxtart som först beskrevs av Monjuschko, och fick sitt nu gällande namn av Yamazaki. Veronicastrum cerasifolium ingår i släktet kransveronikor, och familjen grobladsväxter. Inga underarter finns listade i Catalogue of Life.